# Staatsbewind
Het Staatsbewind ontstond door de Grondwet van 16 oktober 1801, waarbij de Bataafse Republiek werd vervangen door het Bataafs Gemenebest. Dit twaalf leden tellende college had veel macht. Het werd bijgestaan door secretarissen van staat (ministers). Het Wetgevende Lichaam (volgens de toenmalige spelling Wetgevend Ligchaam), dat uit 35 leden bestond, werd getrapt gekozen. Het had minder invloed dan het Vertegenwoordigende Lichaam uit 1798. Het kon de voorstellen van het Staatsbewind slechts goed- of afkeuren.
De departementale indeling van 1798 werd teruggedraaid; de bekende historische gewestnamen en -indelingen werden weer verwerkt in de nieuwe departementale structuur. Doordat de voormalige stadhouder Willem V in december 1801 vanuit Oraniënstein zijn volgelingen van hun verplichting ontsloeg trouw aan hem te blijven, konden orangisten en regenten weer terugkeren in het landsbestuur.
In 1804 besloot de Franse keizer Napoleon de uitvoerende macht op een andere wijze te regelen. Om zijn invloed te vergroten wilde hij overgaan tot een eenhoofdig bestuur. De Grondwet werd wederom veranderd. De ambassadeur in Parijs, Rutger Jan Schimmelpenninck, die in grote mate had bijgedragen aan de nieuwe tekst, werd door Napoleon per 29 april 1805 aangesteld als raadpensionaris van het Bataafs Gemenebest. In feite was hij een soort gouverneur.

## Staatsbewind, personen
- A.G. Besier, van 16 oktober 1801 tot 17 december 1804
- W.A. de Beveren, van 16 oktober 1801 tot 29 april 1805
- G. Brantsen, van 16 oktober 1801 tot 29 april 1805
- E.Sj.G.J. van Burmania Rengers, van 17 oktober 1801 tot 29 april 1805
- A.F.R.E. van Haersolte, van 16 oktober 1801 tot 29 april 1805
- S. van Hoogstraten, van 16 oktober 1801 tot 29 april 1805
- D.C. de Leeuw, van 16 oktober 1801 tot 29 april 1805
- O. Lewe van Aduard, van 16 oktober 1801 tot 15 december 1801

C.H. Gockinga, van 4 januari 1802 tot 17 december 1804
- G.J. Pijman, van 16 oktober 1801 tot 8 juni 1803

J.B. Bicker, van 8 juni 1803 tot 29 april 1805
- W. Queysen, van 16 oktober 1801 tot 29 april 1805
- J. Spoors, van 16 oktober 1801 tot 12 december 1804
- J.B. Verheyen, van 16 oktober 1801 tot 1 oktober 1803

C.G. Bijleveld, van 1 oktober 1803 tot 29 april 1805

## Secretarissen van Staat
- Secretaris van Staat: Mr. C.G. Hultman (patriot) (26 november 1802 - 1 mei 1805)

- Buitenlandse Zaken: Mr. M. baron van der Goes van Dirxland (patriot) (1 december 1801 - 1 mei 1805)
- Justitie: Mr. J.E. Reuvens (patriot) (18 december 1801 - 1 maart 1802)
- Oorlog: G.J. Pijman (patriot) (3 juni 1803 - 1 mei 1805)